# Glycosmis parva
Glycosmis parva là một loài thực vật có hoa trong họ Cửu lý hương. Loài này được Craib mô tả khoa học đầu tiên năm 1926.